# ねんどろいど じぇねれ〜しょん
『ねんどろいど じぇねれ〜しょん』は、バンダイナムコゲームスより2012年2月23日に発売されたPlayStation Portable用ゲームソフト。

## 概要
アニメやゲームのキャラクターをデフォルメしたフィギュア・「ねんどろいど」が作品の枠を超えて共演する、クロスオーバーRPG。登場キャラクターは全てねんどろいど化されたものとなっている。ねんどろいどを含む様々なフィギュアの制作を行うグッドスマイルカンパニーの創立10周年記念タイトル作品でもある。
版権上の理由のために二次創作物以外のゲーム作品に出演させることが困難であった「東方Project」は、本作での出演により、同シリーズ初のPC・Webプラットフォーム以外の登場となった。加えて、これまで同人ショップまたはイベント限定品であった東方Project関連で初の一般販売商品でもある。

## ストーリー
原作作品からは離れ、ねんどろいどの星「ねんどろわーるど」で意志を持ったねんどろいど達が楽しく暮らしている所から始まる。
永遠に続くと思われた平和が謎の生命体の襲来によって破られ、奇想天外の戦いの日々が幕を開ける。

## 登場人物
※作品名のABC・五十音順に記載

※原作のゲーム・アニメと同一の声優が起用されており、戦闘シーンで台詞を聞くことができる（博麗霊夢・霧雨魔理沙・レミリア・スカーレット、ブラックゴールドソーにも台詞はあるが、担当した声優が公開されていない）。
- DOG DAYS
  - ミルヒオーレ・F・ビスコッティ（声 - 堀江由衣）
- Fate/stay night
  - セイバー（声 - 川澄綾子）
  - ライダー（声 - 浅川悠）
  - 遠坂凛（声 - 植田佳奈）
  - イリヤ（声 - 門脇舞以）
  - 間桐桜（声 - 下屋則子）
- STEINS;GATE
  - 牧瀬紅莉栖（声 - 今井麻美）
  - 椎名まゆり（声 - 花澤香菜）
- グッドスマイルカンパニー（マスコットキャラクター）
  - ぐま子（声 - 伊瀬茉莉也）
- 涼宮ハルヒの憂鬱
  - 涼宮ハルヒ（声 - 平野綾）
  - 朝比奈みくる（声 - 後藤邑子）
  - 長門有希（声 - 茅原実里）
- ゼロの使い魔 〜三美姫の輪舞〜
  - ルイズ（声 - 釘宮理恵）
- 東方Project
  - 博麗霊夢（声 - 不明）
  - 霧雨魔理沙（声 - 不明）
  - レミリア・スカーレット（声 - 不明）
- ブラック★ロックシューター
  - ブラック★ロックシューター（声 - 花澤香菜）
  - デッドマスター（声 - 沢城みゆき）
  - ブラックゴールドソー（声 - 不明）
- 魔法少女リリカルなのは The MOVIE 1st
  - 高町なのは（声 - 田村ゆかり）
  - フェイト・テスタロッサ（声 - 水樹奈々）
  - アルフ（声 - 桑谷夏子）

## ゲームシステム

### 戦闘システム
戦闘システムは4キャラクターを配置したターン制になっている。クリスタル（精神力）を消費し行動を実行できる。

### コスチュームチェンジ
敵キャラクターに女の子が登場した場合、全員で集中攻撃を行うとキャラクターの衣装を得られる確率値が上昇。“集中攻撃”を行うためには敵に通常の攻撃を当てるなどしてテンションゲージをためる必要がある。衣装は装備品であり、入手できる衣装は1種類とは限らない。

### DANCEモード
ねんどろいどを躍らせることが可能。成長具合により、表情が増えたり演出が変わっていく。

### コミュニケーション
キャラクターとコマンド「はなす」・「なでる」・「あそぶ」にてコミュニケーションが図れる。「あそぶ」ではミニゲームがプレイ可能。